# Ti Lung
Ti Lung (Guangdong, 19 agosto 1946) è un attore, regista, produttore cinematografico e artista marziale cinese di Hong Kong, noto per i suoi numerosi ruoli da protagonista nei film di arti marziali dello Studio Shaw, dapprima in coppia con David Chiang e poi da solo, e il classico A Better Tomorrow diretto da John Woo.

## Biografia
Ti Lung ha studiato Wing Chun dal maestro di arti marziali Jiu Wan. Figlio di un sarto, nel 1968 Ti Lung  lesse su un giornale un annuncio posto dello Studio Shaw per un corso di recitazione. Fu assegnato ad un ruolo minore del grande regista Chang Cheh nel film One-Armed Swordsman interpretato da Jimmy Wang Yu. Chang Cheh immediatamente riconosce il suo potenziale e gli ha offre un ruolo nella sua  produzione Dead End in coppia con David Chiang, un ruolo che avrebbe lanciato la sua carriera come uno dei volti più noti del cinema d'arti marziali di Hong Kong. Dopo aver fatto coppia con Chang in vari successi recitò accanto a Fu Sheng, Chen Kuan-Tai e anche il team dei Five Venoms  (I cinque veleni), e altre stelle dello Studio Shaw.

## Carriera
Dopo aver lasciato la Shaw Brothers nei primi anni 80, la carriera di Ti Lung ha preso una svolta, fino al 1986, quando John Woo ha scelto Ti Lung nel film A Better Tomorrow in cui fa la parte di un membro della Triade. Il film è stato un successo al botteghino e Ti Lung anche se ha cambiato la sua immagine da giovane marziale. Dopo quel ruolo il prossimo aspetto più riconoscibile di Ti Lung sarebbe stato con Jackie Chan in Drunken Master 2, in cui ha recitato come Wong Kei-Ying, padre del cinese eroe popolare Wong Fei Hung. Ti Lung interpreta il ruolo di Bao Zheng.

## Filmografia parziale
- 1969 - Le invincibili spade delle tigri volanti
- 1970 - Vengeance
- 1970 - I 13 figli del drago verde
- 1971 - I 4 del drago nero
- 1971 - La mano sinistra della violenza
- 1972 - Le sette anime del drago
- 1973 - I sette guerrieri del Kung Fu
- 1973 - The Blood Brothers
- 1976 - I giganti del karaté
- 1986 - A Better Tomorrow
- 1987 - A Better Tomorrow II
- 1994 - Drunken Master 2
- 2006 - Jopok manura 3, regia di Jo Jin-kyu

### Serie Tv
| Anno | Rete TV  | Titolo                                     | Ruolo            | Note |
| ---- | -------- | ------------------------------------------ | ---------------- | ---- |
| 1994 | TVB      | Justice Pao (包青天)                       | Baau Cing        |      |
| 1996 | TVB      | ICAC Investigators 1996 (廉政行動1996)     | Cheung Tin-yam   |      |
| 1998 | TVB      | ICAC Investigators 1998 (廉政行動1998)     | Cheung Tin-yam   |      |
| 2003 | Hunan TV | My Fair Princess III (還珠格格3之天上人間) | Qianlong Emperor |      |
| 2004 |          | Trail of the Everlasting Hero (俠影仙蹤)   | Wang Xizhi       |      |
| 2004 |          | Warriors of the Yang Clan (楊門虎將)       | Yang Ye          |      |
| 2010 |          | Qin Xianglian (秦香蓮)                     | Bao Zheng        |      |
| 2010 | KBS      | The Fugitive: Plan B (도망자 플랜 B)       | Generale Wei     |      |
| 2013 |          | Team of Sword (刀子队)                     |                  |      |

## Doppiatori italiani
- Stefano De Sando in A Better Tomorrow, A Better Tomorrow II (ridoppiaggio)
- Carlo Reali in I 13 figli del drago verde
- Romano Malaspina in La mano sinistra della violenza
- Elio Zamuto in I 4 scatenati di Hong Kong
- Pierangelo Civera in Massacro di uomini violenti
- Piero Tiberi in Un killer di nome Shatter
- Gabriele Carrara in Gli implacabili colossi del karate
- Gino La Monica in I giganti del karaté
- Ambrogio Colombo in A Better Tomorrow II
- Massimo Milazzo in Drunken Master 2